# クリフォード・オデッツ
クリフォード・オデッツ（Clifford Odets、1906年7月18日 - 1963年8月14日）は、アメリカ合衆国のユダヤ人劇作家。

## 来歴
1906年7月18日、ペンシルベニア州フィラデルフィアにおいて生まれる。父はロシア系ユダヤ人実業家だった。ニューヨークで育ち、高校中退後俳優となる。
1931年、グループ・シアターに参加。リー・ストラスバーグ、ハロルド・クラーマン、チェリル・クロフォード達による新しいアメリカ戯曲を上演することを目標とする俳優集団で、演技においてスタニスラフスキー・システムを取り入れた進歩的集団だった。
1934年、アメリカの共産主義者党に参加。劇作家に転向すると、「レフティを待ちながら」などで社会主義的作風を示す。貧しい移民や労働者のストライキ、映画俳優の堕落などを通し、人間の生きるべき道を探し示す作品により評価を受ける。	
1937年1月8日、女優のルイーゼ・ライナーと結婚するが、オデッツがフランシス・ファーマーと不倫関係にあったため、1940年5月14日に離婚。その後フェイ・レイや無名の女性たちと浮名を流し、1943年5月14日にベティ・グレイソンと2度目の結婚をし、2人の子供を授かるが1952年1月に離婚。
1963年8月14日、ロサンゼルスで癌により死去。

## ハリウッド
オデッツの初期の戯曲がすぐに成功したことで、ハリウッドのプロデューサーたちの注目を集めた。彼は1936年初頭に初めてハリウッドに渡り、舞台だけでなく映画の脚本も書いた。この時点から、彼は人生の大半をハリウッドで過ごした。当初の目的は、批評家の間で賛否両論だった1935年の戯曲『Paradise Lost(失楽園)』のグループ劇場での公演資金を稼ぐことだった。彼の最初の脚本はパラマウントによって製作され、ルイス・マイルストンが監督した。『The General Died at Dawn(将軍暁に死す)』 (1936) は、ある程度の好意的なレビューを受けた。
当時の脚本家の多くと同様、オデッツも1950年代に独立系製作会社が台頭するまではスタジオシステムの中で働いていた。そのため、彼は『ラプソディ・イン・ブルー』や『素晴らしき哉、人生!』などの映画の脚本を頻繁に書き、それらは別の脚本家やチームに引き継がれた。オデッツは、自分が関わった多くの映画のクレジットを辞退したが、『孤独な心』 (1944年)では脚本家と監督の両方としてフルクレジットされた。
1957年の『成功の甘き香り』はアーネスト・レーマンの短編小説と初稿に基づき、独立系映画会社ヘクト・ヒル・ランカスターが制作した。
オデッツの戯曲のうち『ゴールデンボーイ』、『夜の激突』、『ビッグナイフ』 、『カントリーガール』は映画化されているが、オデッツは脚本を書いていない。

## 脚本
- 『孤独な心』（1944年）
- 『アメリカ交響楽』（1945年）
- 『タイムリミット25時』（1946年）
- 『成功の甘き香り』（1957年）
- 『嵐の季節』（1961年）

## 脚色
- 『将軍暁に死す』（1936年）
- 『ユーモレスク』（1946年）

## 原作戯曲
- 「レフティを待ちつつ（英語版）」 - Waiting for Lefty （1935年）
  - 「レフティを待ちつつ」倉橋健訳、『現代世界戯曲選集』6アメリカ篇、白水社、1954年
- 「醒めて歌え」 - Awake and Sing! （1935年）- 2006年トニー賞 演劇リバイバル作品賞
- Till the Day I Die （1935年）
- Paradise Lost （1935年）
- 「ゴールデン・ボーイ」 - Golden Boy （1937年）
  - 『ゴールデン・ボーイ』清水光訳、弘文堂書房〈世界文庫〉、1940年
- 「月へのロケット」 - Rocket to the Moon （1938年）
- 「夜ごとの衝突」 - Clash by Night （1941年）
  - 「夜ごとの衝突」小笠原豊樹訳、『盲目の女神 -20世紀欧米戯曲拾遺』、みすず書房、2011年
- 映画「喝采」(1954年、ジョージ・シートン監督／1950年の戯曲「カントリー・ガール」The Country Girl　を元に）
- 映画化「悪徳」（1955年／ロバート・オルドリッチ監督／1948年の戯曲「ビッグ・ナイフ」The Big Knife を元に）＊TV放映、DVD発売